# André Cools
André Cools (Flémalle, 1º agosto 1927 – Liegi, 18 luglio 1991) è stato un politico belga.
Presidente del Partito Socialista dal 1973 al 1978, morì assassinato a Liegi. Il suo soprannome che circolava nell'ambiente politico e giornalistico era quello di Le maître de Flémalle.
Colls fu ministro delle Finanze dal 1968 al 1971 e Vice primo ministro del Belgio dal 1969 al 1973, Presidente del Consiglio vallone dal 1982 al 1985 e ministro del governo della regione della stessa Vallonia dal 1988 al 1990, fu membro della Massoneria del Grande Oriente del Belgio.
Le indagini condotte dalla polizia sul suo assassinio portarono alla luce diversi scandali a sfondo economico e politico (il più eclatante dei quali fu quello relativo alle procedure di acquisto da parte dell'esercito belga di elicotteri prodotti dall'azienda italiana Agusta).
Ricevette il titolo di ministro onorario dello Stato belga nel 1983.

## Biografia
Il nonno di Cools era un operaio di miniera di Marihaye e i genitori gestivano la Maison du Peuple di Flémalle-Haute, André Cools crebbe in una realtà socialista e operaia.
È stato ministro del Bilancio dal 1968 al 1971, Vice primo ministro del Belgio dal 1969 al 1972, Presidente del Partito Socialista Belga dal 1973 al 1978 e dal 1978 al 1981 del Partito Socialista e Presidente del Parlamento vallone dal 1982 al 1985. Ha anche ricevuto il titolo onorifico di Ministro di Stato nel 1983. Ha ricevuto l'onorificenza di Grande Ufficiale dell'Ordine di Leopoldo e la Gran Croce dell'Ordine di Leopoldo II. Ha ricoperto la carica di deputato durante la 47ª legislatura della Camera dei rappresentanti. Al momento della sua morte, era sindaco di Flémalle, cittadina alla periferia di Liegi e ministro vallone del governo locale e del lavoro sovvenzionato.
È stato a volte soprannominato il "Maestro di Flémalle", per analogia con il soprannome del pittore Robert Campin. È stato membro del Royal Standard Club Liégeois (16) dal 1º agosto 1943 al 21 settembre 1952, ha anche praticato pallamano presso il Royal Olympic Club Flémalle (6) nel 1950.
Lo scandalo della Agusta Affaire, in cui è stato coinvolto, scoppiò subito dopo la sua morte.

## Omicidio
André Cools è stato assassinato a colpi di proiettile il 18 luglio 1991 alle 7:25 da due persone sulla Avenue de l'Observatoire (zona Torretta). La sua compagna rimase gravemente ferita.
Un'unità speciale di sei ufficiali di polizia giudiziaria e penale chiamata "Cellula Cools" fu organizzata ed impostata a seguito dell'assassinio, posta sotto la tutela del giudice Véronique Ancia, giudice di guardia al momento dei fatti.
Il 1º giugno 1994, il giudice Conrotte ha emesso un mandato d'arresto nei confronti di Silvio de Benedictis, un commerciante di La Louvière è già stato in precedenza accusato in un caso di titoli rubati.
Due persone vennero condannate dalla Tunisia nel giugno 1998 per aver perpetrato l'omicidio di André Cools e il tentato omicidio della sua compagna, scontando una pena di venticinque anni di carcere a Tunisi a questi completati quattro.
I due assassini, Ben Abdelmajid Amine El Rajib e Ben Abdeljalil, erano stati ingaggiati per un lavoro stagionale ad Agrigento, in Sicilia, al momento della raccolta degli agrumi. André Cools era stato presentato come un trafficante di droga.
Nel 2004, Richard Taxquet, ex segretario particolare del ministro Alain Van der Biest, Pino di Mauro, ex pilota del ministro, Cosimo Solazzo e Domenico Castellino sono stati condannati a 20 anni di carcere per aver organizzato l'omicidio, mentre Luigi Contrino e Carlo Todarello sono stati condannati a cinque anni di carcere. Il suicidio di Alain Van der Biest avvenne al largo delle azioni legali contro di lui nel 2002.